# Jean Desprez
Pour les articles homonymes, voir Desprez.
Jean Desprez (13 janvier 1898 à Paris - 30 juin 1973 à Neuilly-sur-Seine) est un parfumeur français. Par son père, Henri Desprez, il est l'arrière petit-fils de Félix Millot, fondateur de la maison de parfum F.Millot, dont il devient le nez dans les années 1920 avant de créer sa propre marque.

## Biographie

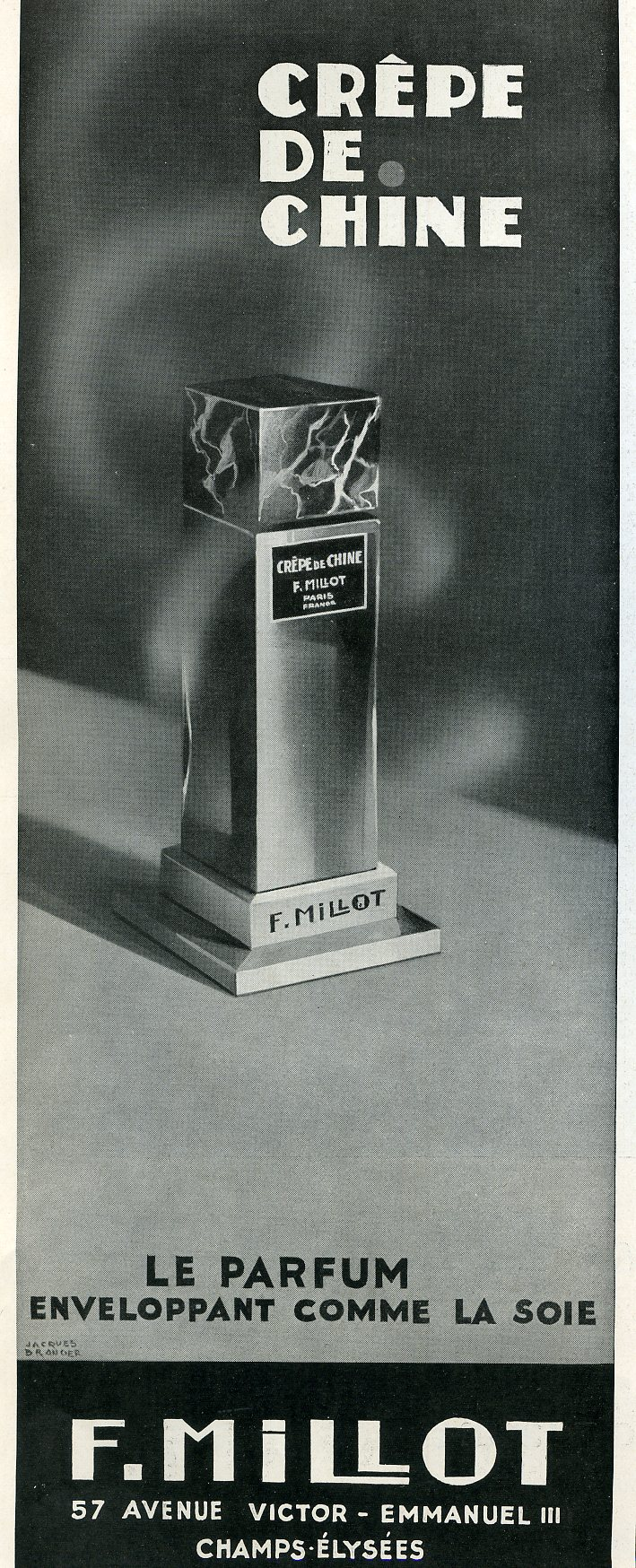
Publicité pour Crêpe de Chine (1934).

Dès son plus jeune âge, il évolue dans le milieu de la parfumerie, son père, Henri Desprez, et son oncle, Félix Dubois, sont les deux codirecteurs de la maison de parfum F.Millot fondée en 1860 par Félix Millot leur grand-père. En 1922, Jean Desprez devient le nez de la société. L'une de ses créations, Crêpe de Chine, sorti en 1925, obtient un grand succès et devient le parfum phare de la marque.
En 1939, Jean Desprez crée sa maison de parfum éponyme, installe son siège 17 rue de la Paix à Paris et se spécialise dans la parfumerie de grand luxe. De son mariage avec Suzanne Rougé en 1922, vont naître quatre enfants : François (né en 1924), Denis, né en 1927 (qui deviendra président-directeur général des "Parfums Jean Desprez" en 1977), Henri-Jean (né en 1931) et Marie-Céline, née en 1934, qui succèdera à son père en tant que parfumeur créateur dès 1964. Marie-Céline Desprez (épouse Grenier) a composé les parfums "Jardanel", "Shéhérazade", "Versailles pour homme...
Après le décès de Jean Desprez en 1973, sa société a continué de commercialiser des parfums.
De 1989 à 1992, Daniel Switala est le président de la société Parfums Jean Desprez. En 1994, l'entreprise est rachetée par la société Interparfums. Puis, deux ans plus tard, elle est revendue à Parlux Fragrances Inc.

## Principaux parfums
- Votre main en 1939 (flacon en porcelaine de Sèvres dessiné par son ami Louis Leiritz)
- L'étourdissant en 1939 (flacon en cristal de Baccarat)
- Grande Dame en 1939
- 40 Amour en 1947
- Escarmouche en 1949
- Bal à Versailles en 1962
- Jardanel en 1973
- Versailles pour homme en 1980
- Shéhérazade en 1983
- Révolution à Versailles en 1989